# GUTenberg
GUTenberg ist die französischsprachige TeX-Anwendervereinigung.
Die ersten drei Buchstaben des Namens "GUTenberg" rühren von der französischen Bezeichnung Groupe francophone des Utilisateurs de TeX für die „Anwendervereinigung TeX“, die zum Namen von Johannes Gutenberg, dem Erfinder des Buchdrucks mit beweglichen Lettern, erweitert wurde.
GUTenberg wurde am 23. September 1988 in Paris gegründet. Der Sitz des Vereins liegt heute in Paris.
Der Verein gibt zwei Zeitschriften heraus: Die Cahiers GUTenberg (ISSN 1140-9304) erscheinen ein bis dreimal jährlich und enthalten längere Beiträge zur Entwicklung des Textsatzes mit TeX, LaTeX und anderen Makrosprachen sowie Hilfsprogrammen. Die Zeitschrift kann von jedermann abonniert werden. Mitglieder können sie zu einem günstigeren Preis erhalten als Außenstehende, der Bezug der Cahiers ist jedoch nicht in der Mitgliedschaft enthalten. Die Lettre GUTenberg ist dagegen eine reine Mitgliederzeitschrift; sie erscheint „etwa zweimal jährlich bei Bedarf“ und berichtet über vereinsbezogene Themen. Für beide Zeitschriften besteht ein Online-Archiv.
Zusammen mit anderen User Groups wird jährlich die TeX-Distribution TeX Live herausgegeben und kostenlos an Vereinsmitglieder verteilt.
Außerdem führt der Verein regelmäßig Veranstaltungen durch. Die vereinseigenen Tagungen tragen den Namen Journée GUTenberg und finden mindestens einmal jährlich statt. Im Jahr 2005 wurde anlässlich des gemeinsamen 16. Geburtstags die Tagung EuroTeX gemeinsam mit der Deutschsprachigen Anwendervereinigung TeX ausgerichtet.